# Roan Wilson
Roan Roberto Wilson Gordon (Limón, 1º maggio 2002) è un calciatore costaricano, centrocampista del Chaves.

## Carriera

### Club
Cresciuto nel settore giovanile del Limón, ha esordito in prima squadra il 3 febbraio 2019, in occasione dell'incontro di Primera División perso 1-0 contro il Cartaginés.

### Nazionale
Il 2 giugno 2022 ha esordito con la nazionale costaricana, disputando l'incontro perso 2-0 contro Panama, valido per la CONCACAF Nations League 2022-2023.

## Statistiche

### Presenze e reti nei club
Statistiche aggiornate al 27 settembre 2022.
| Stagione        | Squadra          | Campionato      | Campionato | Campionato | Coppe nazionali | Coppe nazionali | Coppe nazionali | Coppe continentali | Coppe continentali | Coppe continentali | Altre coppe | Altre coppe | Altre coppe | Totale | Totale |
| Stagione        | Squadra          | Comp            | Pres       | Reti       | Comp            | Pres            | Reti            | Comp               | Pres               | Reti               | Comp        | Pres        | Reti        | Pres   | Reti   |
| --------------- | ---------------- | --------------- | ---------- | ---------- | --------------- | --------------- | --------------- | ------------------ | ------------------ | ------------------ | ----------- | ----------- | ----------- | ------ | ------ |
| 2018-2019       | Limón            | PD              | 2          | 0          |                 | -               | -               |                    | -                  | -                  |             | -           | -           | 2      | 0      |
| 2019-2020       | Limón            | PD              | 19         | 1          |                 | -               | -               |                    | -                  | -                  |             | -           | -           | 19     | 1      |
| 2020-2021       | Limón            | PD              | 25+2       | 1+0        |                 | -               | -               |                    | -                  | -                  |             | -           | -           | 27     | 1      |
| Totale Limón    | Totale Limón     | Totale Limón    | 46+2       | 2+0        |                 | -               | -               |                    | -                  | -                  |             | -           | -           | 48     | 2      |
| 2021-2022       | Municipal Grecia | PD              | 32         | 1          |                 | -               | -               |                    | -                  | -                  |             | -           | -           | 32     | 1      |
| 2022-2023       | Municipal Grecia | PD              | 12         | 0          |                 | -               | -               |                    | -                  | -                  |             | -           | -           | 12     | 0      |
| Totale carriera | Totale carriera  | Totale carriera | 92         | 3          |                 | -               | -               |                    | -                  | -                  |             | -           | -           | 92     | 3      |

### Cronologia presenze e reti in nazionale
| Cronologia completa delle presenze e delle reti in nazionale ― Costa Rica | Cronologia completa delle presenze e delle reti in nazionale ― Costa Rica | Cronologia completa delle presenze e delle reti in nazionale ― Costa Rica | Cronologia completa delle presenze e delle reti in nazionale ― Costa Rica | Cronologia completa delle presenze e delle reti in nazionale ― Costa Rica | Cronologia completa delle presenze e delle reti in nazionale ― Costa Rica | Cronologia completa delle presenze e delle reti in nazionale ― Costa Rica | Cronologia completa delle presenze e delle reti in nazionale ― Costa Rica |
| Data                                                                      | Città                                                                     | In casa                                                                   | Risultato                                                                 | Ospiti                                                                    | Competizione                                                              | Reti                                                                      | Note                                                                      |
| ------------------------------------------------------------------------- | ------------------------------------------------------------------------- | ------------------------------------------------------------------------- | ------------------------------------------------------------------------- | ------------------------------------------------------------------------- | ------------------------------------------------------------------------- | ------------------------------------------------------------------------- | ------------------------------------------------------------------------- |
| 2-6-2022                                                                  | Panama                                                                    | Panama                                                                    | 2 – 0                                                                     | Costa Rica                                                                | CONCACAF Nations League 2022-2023 - 1º turno                              | -                                                                         | 79’                                                                       |
| 23-9-2022                                                                 | Goyang                                                                    | Corea del Sud                                                             | 2 – 2                                                                     | Costa Rica                                                                | Amichevole                                                                | -                                                                         | 46’                                                                       |
| 10-11-2022                                                                | San José                                                                  | Costa Rica                                                                | 2 – 0                                                                     | Nigeria                                                                   | Amichevole                                                                | -                                                                         | 67’                                                                       |
| 1-12-2022                                                                 | Al Khor                                                                   | Costa Rica                                                                | 2 – 4                                                                     | Germania                                                                  | Mondiali 2022 - 1º turno                                                  | -                                                                         | 90+3’                                                                     |
| 28-3-2023                                                                 | San José                                                                  | Costa Rica                                                                | 0 – 1                                                                     | Panama                                                                    | CONCACAF Nations League 2022-2023 - 1º turno                              | -                                                                         | 89’                                                                       |
| 15-6-2023                                                                 | Carson                                                                    | Costa Rica                                                                | 0 – 1                                                                     | Guatemala                                                                 | Amichevole                                                                | -                                                                         | 75’                                                                       |
| 20-6-2023                                                                 | Chester                                                                   | Ecuador                                                                   | 3 – 1                                                                     | Costa Rica                                                                | Amichevole                                                                | -                                                                         |                                                                           |
| 4-7-2023                                                                  | Harrison                                                                  | Costa Rica                                                                | 6 – 4                                                                     | Martinica                                                                 | Gold Cup 2023 - 1º turno                                                  | -                                                                         | 75’ 79’                                                                   |
| Totale                                                                    |                                                                           | Presenze                                                                  | 8                                                                         |                                                                           | Reti                                                                      | 0                                                                         |                                                                           |